# Мечислав Пашковський
Мечислав Пашковський (пол. Mieczysław Paszkowski; 26 травня 1836, Примощаниця на Поділлі — 18 листопада 1873, Львів) — польський письменник, журналіст.
Син Владислава Пашковського (1811—1885). Мати була донькою полковника коронних військ Теодора Дзержека. Він написав такі літературні твори: «Бліді і енергійні» (пол. Blady i energiczny) (1872), «Комедія Семпера Сперанца» (пол. Comedy sempere speranza) (1864), «Листи про виховання» (пол. Listy o wychowaniu) (1872), «Наш сейм» (пол. Nasz sejm) (1872). Зібрані листи з'явилися після його смерті у 1876 році.
Похований на Личаківському цвинтарі у Львові.

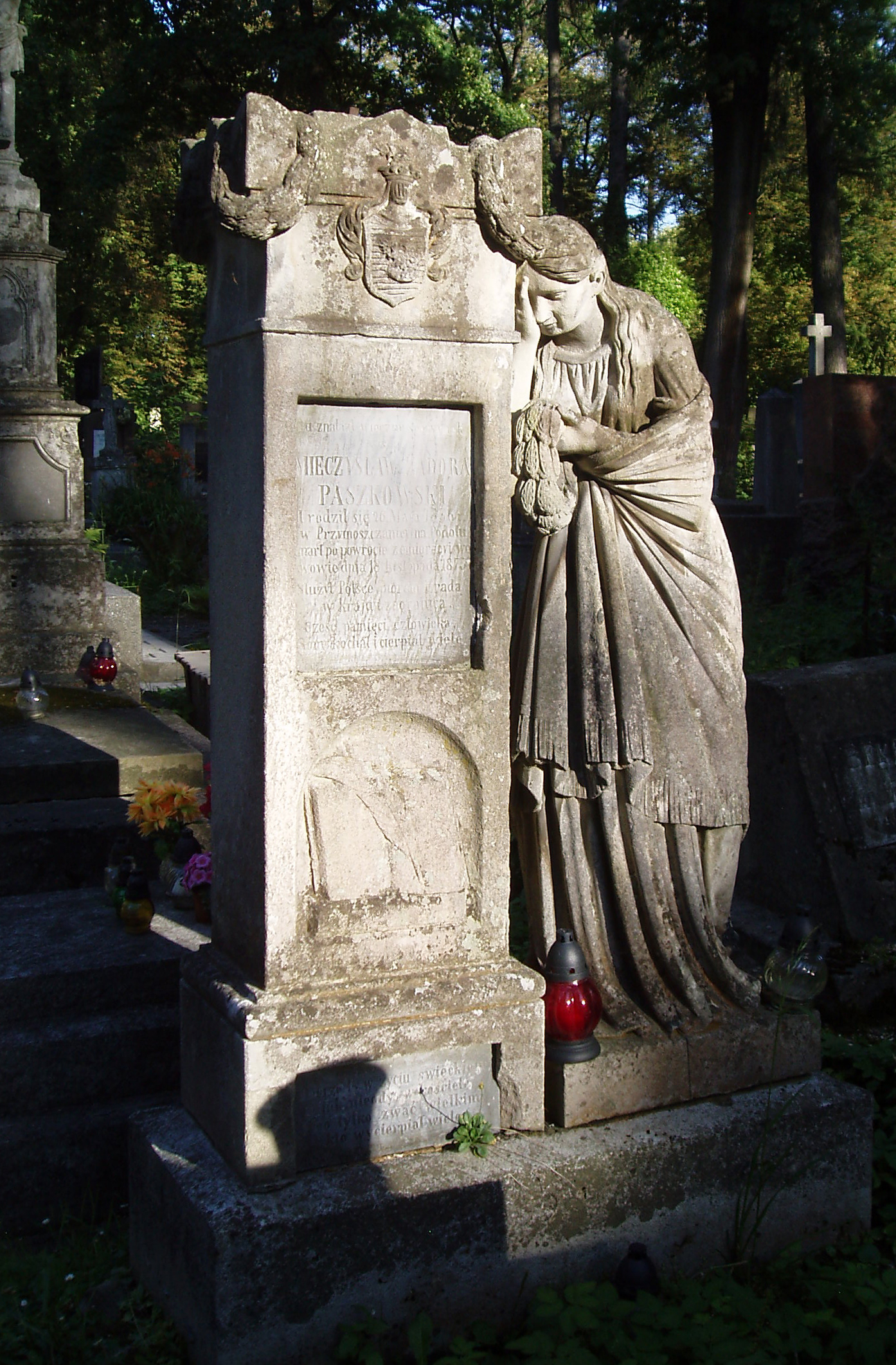
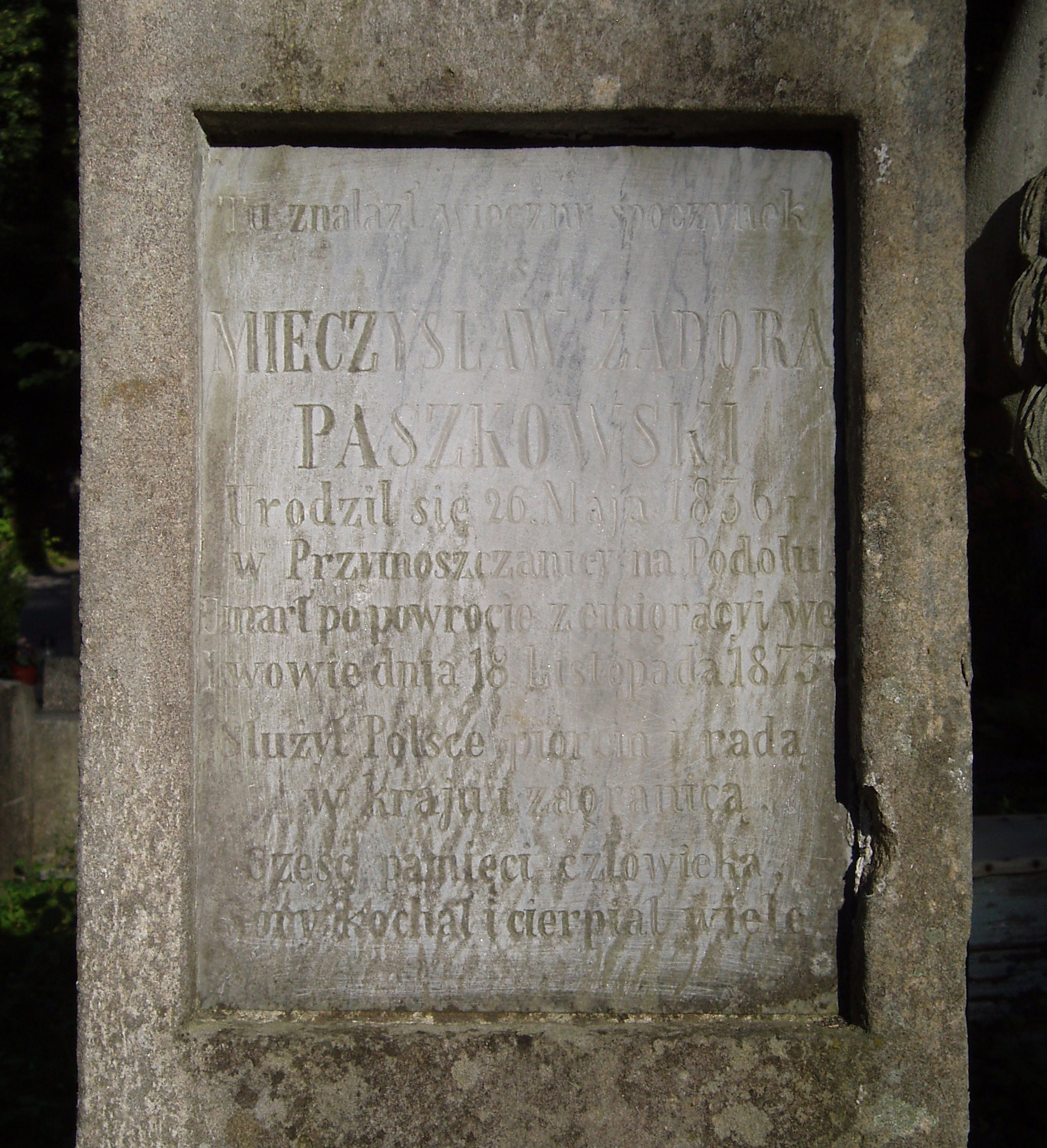
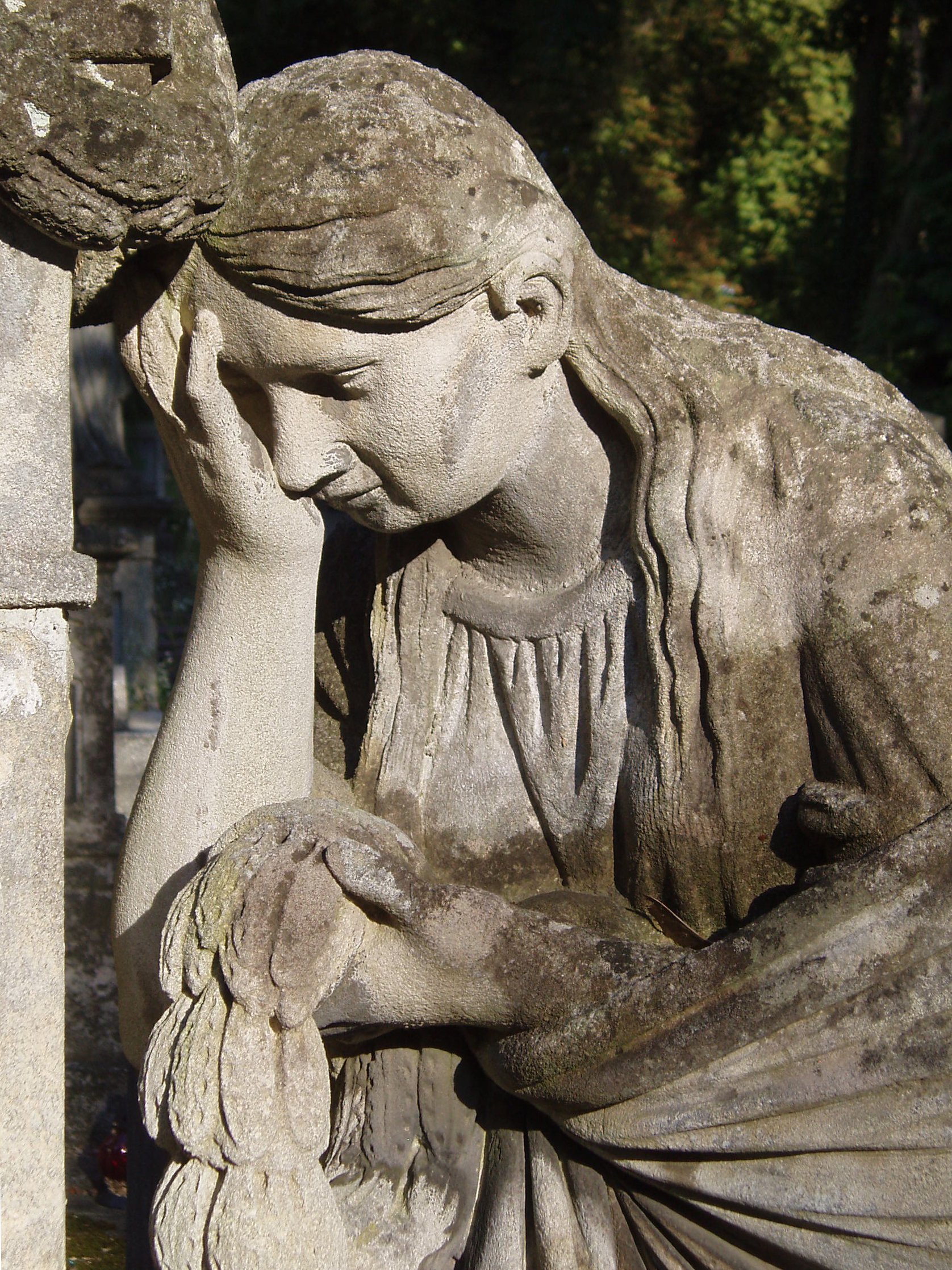